# Marc Frey
Marc Frey (* 28. September 1963 in Heidelberg) ist ein deutscher Historiker und Hochschullehrer, Inhaber des Lehrstuhls für Neueste Geschichte und Zeitgeschichte unter besonderer Berücksichtigung der internationalen Beziehungen an der Fakultät für Staats- und Sozialwissenschaften der Universität der Bundeswehr München in Neubiberg und Studiendekan der Fakultät.

## Leben
Marc Frey absolvierte von 1986 bis 1992 ein Studium der Mittleren und Neueren Geschichte, Anglo-Amerikanische Geschichte, Anglistik und Niederlandistik an den Universitäten Köln, Calgary und Nijmegen. Im Jahr 1996 erfolgte seine Promotion und 2004 die Habilitation an der Universität zu Köln. 2011 nahm er eine Professur für Internationale Geschichte an der Jacobs University Bremen an und wechselte im August 2013 an die Universität der Bundeswehr München.
Für sein Buch Dekolonisierung in Südostasien. Die Vereinigten Staaten und die Auflösung der europäischen Kolonialreiche erhielt Frey die Goldmedaille im Wettbewerb „Das Historische Buch 2007“ vom Historikerverband „Humanities. Sozial- und Kulturgeschichte“.

## Forschungsschwerpunkte
Freys Forschungsschwerpunkte beinhalten amerikanische Geschichte, Internationale Beziehungen im 19. und 20. Jahrhundert, amerikanische Außenbeziehungen im 20. Jahrhundert, Dekolonisierung nach 1945 sowie Entwicklungspolitik und Entwicklungstheorien Deutsch-niederländische Beziehungen.

## Werke (Auswahl)
- Geschichte des Vietnamkriegs. C.H. Beck, München 1998, 11. durchgesehene und aktualisierte Auflage 2022.

Italienische Übersetzung: Storia della guerra in Vietnam. Einaudi, Torino 2008.
- Dekolonisierung in Südostasien. Die Vereinigten Staaten und die Auflösung der europäischen Kolonialreiche. Oldenbourg, München 2006, ISBN 3-486-58035-3.
- mit Lothar Hönnighausen, James Peacock (Hrsg.): Regionalism in the Age of Globalism. Band 1: Concepts of Regionalism. University of Wisconsin Press, Madison 2005, ISBN 0-924119-12-8.
- mit Ronald Pruessen, Tan Tai Yong (Hrsg.): The Transformation of Southeast Asia. International Perspectives on Decolonization. Sharpe, Armonk, NY u. a. 2003, ISBN 0-7656-1139-2.
- Jürgen Heideking, Christof Mauch (Hrsg.); Marc Frey (Ass.): American Intelligence and the German Resistance to Hitler. A Documentary History. Westview Press, Boulder/CO 1996, ISBN 0-8133-2687-7.